# Geodetische boog van Struve
De Geodetische boog of graadmeting van Struve is een graadmeting van 2820 kilometer van Hammerfest in Noorwegen tot aan de Zwarte Zee, die tussen 1816 en 1855 is uitgevoerd. Het doel was het nauwkeurig bepalen van een grote afstand op het aardoppervlak om zo nauwkeuriger de vorm en grootte van de Aarde te kunnen bepalen.
Bij een graadmeting maakte men gebruik van driehoeksmeting om de afstand tussen twee punten te kunnen vaststellen. Door herhaling van die methode kon een keten van metingen over grote afstand worden opgebouwd. Aan het begin en eind van de keten werden astronomische waarnemingen gedaan om de geografische positie in graden noorderbreedte en oosterlengte te bepalen. In combinatie met de door driehoeksmeting bepaalde afstand kon de grootte van de aarde bepaald worden.
De graadmeting van Struve is een opmerkelijk voorbeeld van samenwerking tussen wetenschappers uit verschillende landen en tussen verschillende staatshoofden. De graadmeting is naar de astronoom Friedrich Georg Wilhelm Struve (1793-1864) genoemd. Op zijn voordracht werden tussen 1816 en 1855 driehoeken gemeten tussen 265 meet- en waarnemingspunten, die tot tientallen kilometers uit elkaar konden liggen. Deze punten werden aangegeven met onder andere markeringen in rotsen, ijzeren kruizen, stenen en obelisken. 34 daarvan bestaan thans nog en zijn als tastbare herinnering aan dit enorme project op de Werelderfgoedlijst van UNESCO geplaatst als de Geodetische boog van Struve.
De Geodetische boog van Struve loopt door de volgende landen:
- Noorwegen
- Zweden
- Finland
- Rusland
- Estland
- Letland
- Litouwen
- Wit-Rusland
- Oekraïne
- Moldavië

Ten tijde van dit project waren het slechts twee landen: Zweden-Noorwegen en het Russische keizerrijk.
Er is in Hammerfest een meridiaansteen opgericht, op de plaats van het meest noordelijke punt van de graadmeting van Struve. Het gebouw van de sterrenwacht van Tartu in Estland was het eerste referentiepunt van de graadmeting. De graadmeting steekt de Finse Golf over, die meer dan 110 km breed is. Er liggen referentiepunten op de eilanden in de Finse Golf, bijvoorbeeld op het Russische eiland Hogland.

## Afbeeldingen

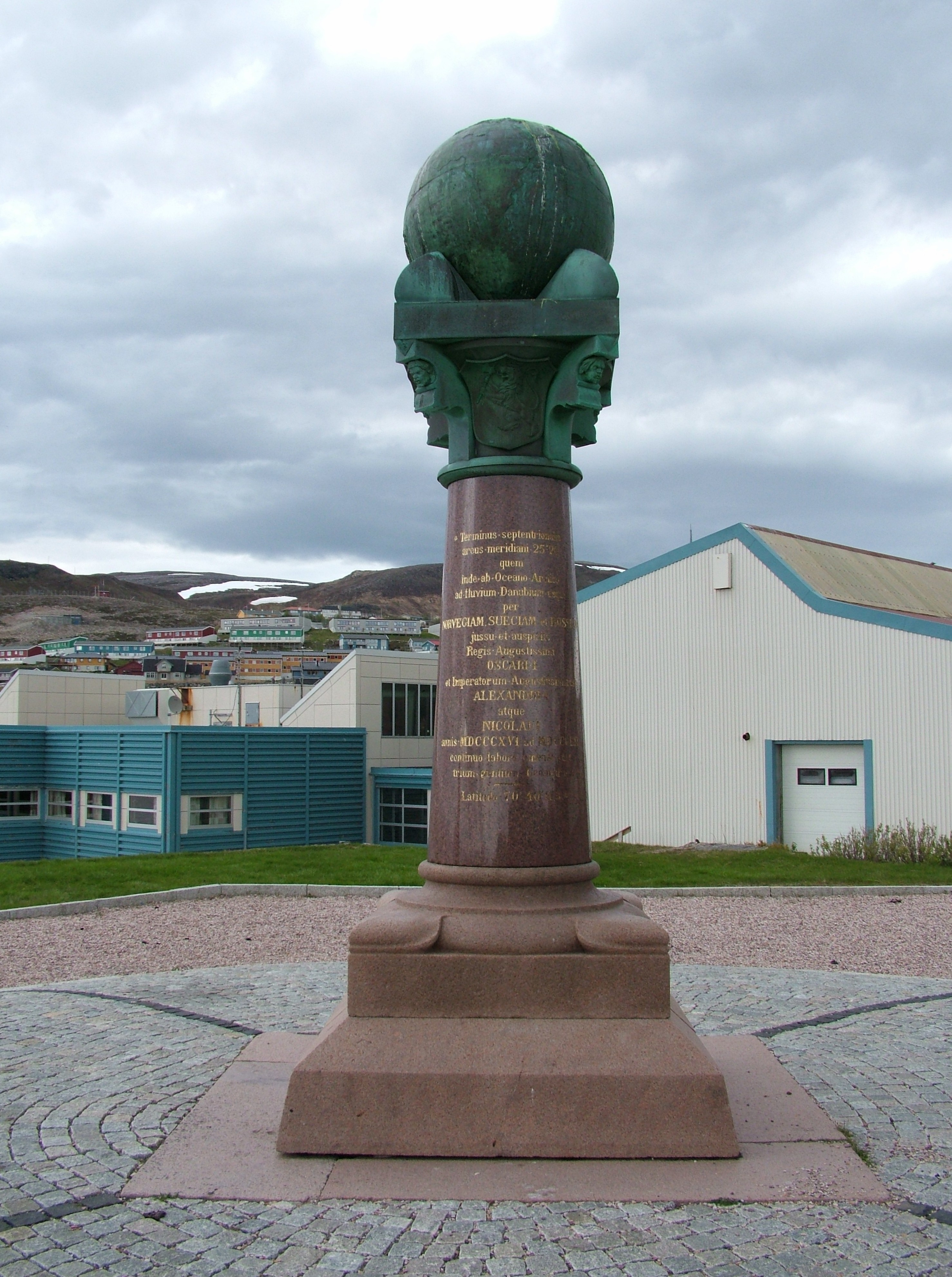
Meridiaansteen in Hammerfest
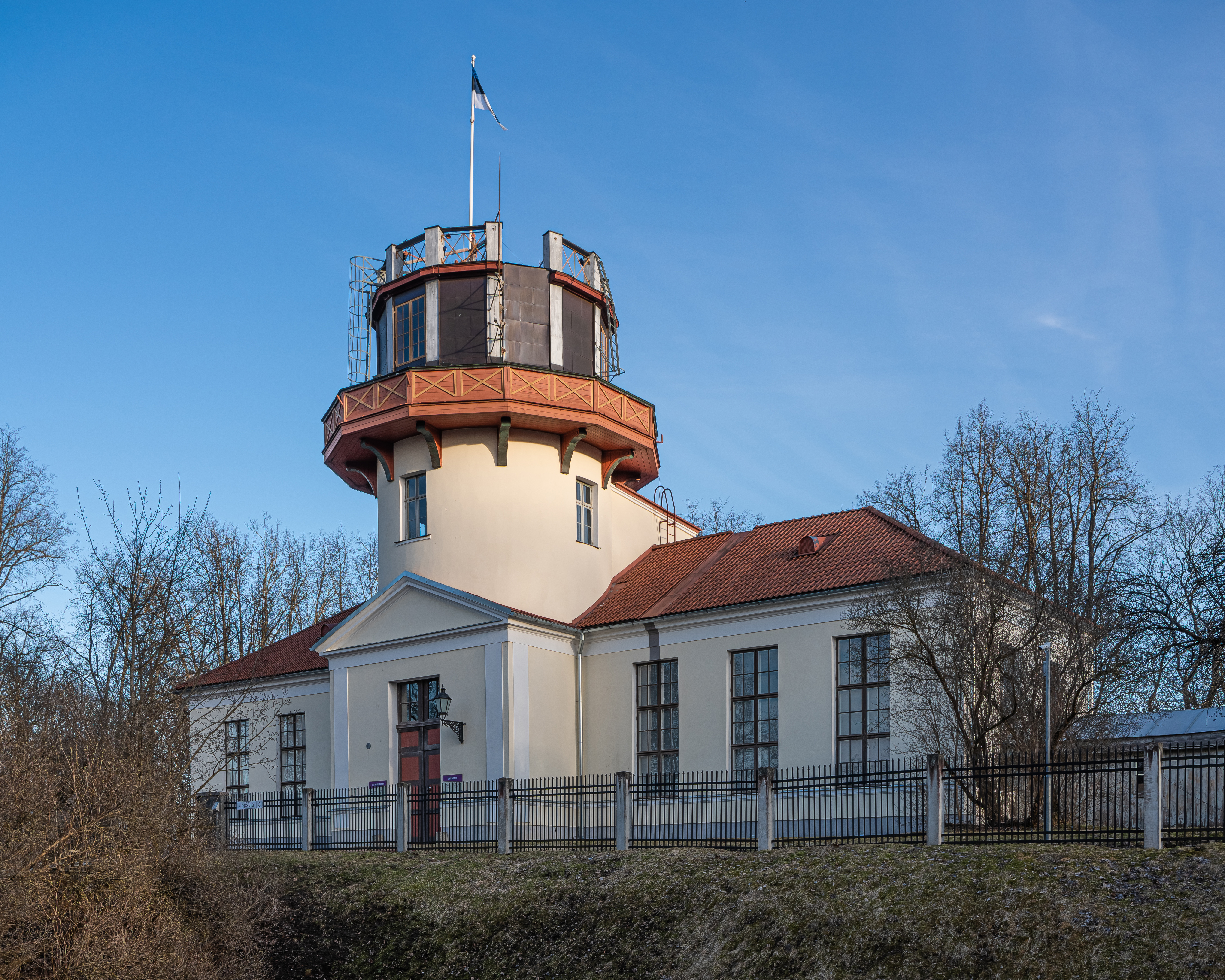
Oude sterrenwacht van Tartu, Estland
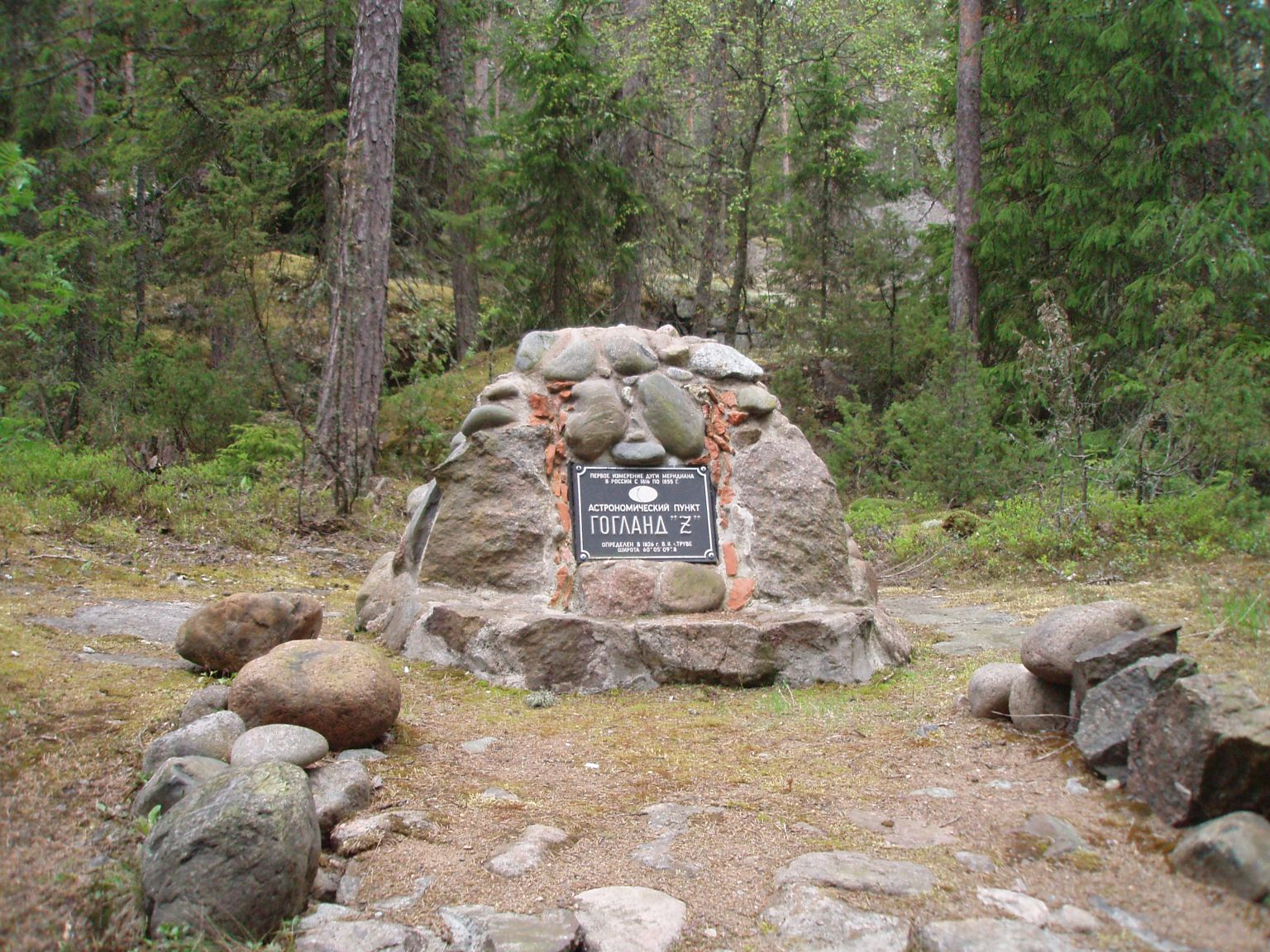
Punt Z op Hogland

## Websites
- (en)  UNESCO. Struve Geodetic Arc.

Historisch centrum van Tallinn · Geodetische boog van Struve
Geodetische boog van Struve · Kvarkenarchipel · Oud Rauma · Oude kerk van Petäjävesi · Sammallahdenmäki · Suomenlinna · Verla
Geodetische boog van Struve · Archeologisch Kernavė · Koerse Schoorwal · Historisch centrum van Vilnius
Kiev: Sint-Sophiakathedraal en bijbehorende kloostergebouwen, Kiev-Petsjersk Lavra ·
Lviv - het ensemble van het historisch centrum ·
Geodetische boog van Struve ·
Oude en voorhistorische beukenbossen van de Karpaten en andere regio's van Europa ·
Residentie van Bukovinische en Dalmatische metropolieten ·
Oude stad Taurisch Chersonesos en zijn chora ·
Houten tserkva's van de Karpaten in Polen en Oekraïne ·
Historisch centrum van Odessa
Dal van de Bikinrivier (met Centraal Sichote-Alingebergte) · Koerse Schoorwal · Ensemble van het Ferapontovklooster · Gouden bergen van Altaj · Hemelvaartskerk, Kolomenskoje · Historisch en architectonisch complex van het Kremlin van Kazan · Kizji Pogost · Baikalmeer · Citadel, oude stad en vestingwerken van Derbent · Historische monumenten van Novgorod en omgeving · Kremlin en Rode Plein, Moskou · Ensemble van het Novodevitsjiklooster · Historisch centrum van Sint-Petersburg en bijbehorende groepen van monumenten · Cultureel en historisch ensemble van de Solovetski-eilanden · Geodetische boog van Struve · Architectonisch ensemble van de Triniti Sergius Lavra in Sergiev Posad · Uvs Nuurbekken · Maagdelijke wouden van Komi · Vulkanen van Kamtsjatka · Westelijke Kaukasus · Witte monumenten van Vladimir en Soezdal · Natuurlijk systeem van het Wrangel-eilandreservaat · Historisch centrum van de stad Jaroslav · Historisch en archeologisch complex van Bolgar · Landschappen van Daurië · Hemelvaartkathedraal en -klooster van het dorpseiland Svijasjk · Kerken van de architectuurschool van Pskov · Petrogliefen van het Onegameer en de Witte Zee · Cultureel landschap van het Kenozeromeer
Woud van Białowieża · Kasteel Mir · Architectonische, residentiële en culturele complex van de familie Radziwill in Nesvizh · Geodetische boog van Struve
Koninklijk domein Drottningholm · Birka en Hovgården · Hoogovens van Engelsberg · Rotstekeningen van Tanum · Skogskyrkogården · Hanzestad Visby · Kerkdorp Gammelstad, Luleâ · Laponia · Vlootbasis Karlskrona · Hoge kust / Kvarkenarchipel · Agrarisch landschap van Zuid-Öland · Mijngebied van de Grote Koperberg in Falun · Radiostation van Grimeton, Varberg · Geodetische boog van Struve · Gedecoreerde boerderijen van Hälsingland
- Virtual International Authority File: 308249415